# サルチート
サルチート（イタリア語: Salcito）は、イタリア共和国モリーゼ州カンポバッソ県にある、人口約700人の基礎自治体（コムーネ）。

## 地理

### 位置・広がり

#### 隣接コムーネ
隣接するコムーネは以下の通り。括弧内のISはイゼルニア県、CHはキエーティ県所属を示す。
- バニョーリ・デル・トリーニョ (IS)
- チヴィタノーヴァ・デル・サンニオ (IS)
- フォッサルト
- ピエトラクーパ
- ポッジョ・サンニータ (IS)
- サン・ビアーゼ
- サンタンジェロ・リモザーノ
- スキアーヴィ・ディ・アブルッツォ (CH)
- トリヴェント